# Waka Kobori
Waka Kobori (小堀 倭加?, Kobori Waka; Nara, 10 agosto 2000) è una nuotatrice giapponese.

## Carriera
Kobori ha iniziato le prime gare cimentandosi nel dorso per poi passare allo stile libero quando frequentava la scuola nella città di Sagamihara. Nel 2017, con la nazionale giapponese, si affaccia alle prime competizioni internazionali partecipando con successo ai Mondiali giovanili.

## Palmarès
| Anno | Manifestazione          | Sede         | Evento     | Risultato | Prestazione | Note |
| ---- | ----------------------- | ------------ | ---------- | --------- | ----------- | ---- |
| 2017 | Mondiali giovanili      | Indianapolis | 4x200m sl  | Bronzo    | 8'02"09     |      |
| 2018 | Giochi asiatici         | Giacarta     | 800m sl    | Bronzo    | 8'30"65     |      |
| 2018 | Giochi asiatici         | Giacarta     | 1500m sl   | Bronzo    | 16'18"31    |      |
| 2018 | Giochi asiatici         | Giacarta     | 4x200m sl  | Argento   | 8'07"17     |      |
| 2018 | Panpacifici             | Tokyo        | 200m sl    | 21ª (b)   | 2'01"08     |      |
| 2018 | Panpacifici             | Tokyo        | 400m sl    | 6ª        | 4'09"04     |      |
| 2018 | Panpacifici             | Tokyo        | 800m sl    | 5ª        | 8'31"89     |      |
| 2018 | Panpacifici             | Tokyo        | 1500m sl   | 5ª        | 16'14"22    |      |
| 2019 | Universiadi             | Napoli       | 800m sl    | Oro       | 8'34"30     |      |
| 2019 | Universiadi             | Napoli       | 1500m sl   | Oro       | 16'16"33    |      |
| 2022 | Mondiali in vasca corta | Melbourne    | 400m misti | Bronzo    | 4'29"03     |      |
| 2023 | Giochi asiatici         | Hangzhou     | 400m sl    | Bronzo    | 4'07"81     |      |
| 2023 | Giochi asiatici         | Hangzhou     | 800m sl    | Argento   | 8'28"78     |      |
| 2023 | Giochi asiatici         | Hangzhou     | 4x200m sl  | Argento   | 7'55"93     |      |